# ホテルボーセイ
ホテルボーセイ（Austria Trend Hotel Bosei）は、オーストリアウィーンにある4つ星ホテル。

## 概要
- シェーンブルン宮殿、シェーンブルン動物園に近い[1]。